# Alabang Girls
Alabang Girls è un film del 1992 diretto da Ben Feleo.
Il successo della pellicola ha portato alla creazione di uno spin-off, Alabang Girls, sitcom in onda su ABC dal 1992 al 1994.

## Trama
Una banda di goffi, trasandati e sprovveduti ragazzi si innamora perdutamente di un gruppo di giovani adolescenti, provenienti dal ricco quartiere di Alabang, attraverso una serie di disavventure.

## Personaggi e interpreti
- Orol, interpretato da Herbert Bautista
- Unat, interpretato da Andrew E.
- Gano, interpretato da Janno Gibbs
- Roger, interpretato da Anjo Yllana
- Toni, interpretato da Dennis Padilla
- Ricky, interpretato da Jaime Garchitorena
- Andrea, interpretata da Ana Roces
- Alex, interpretata da Donita Rose
- Maxi, interpretata da Leah Orosa (accreditata come Lea Orosa)
- Rose, interpretata da Pinky Amador
- Butch, interpretata da Ruby Rodriguez
- Doña Consuelo, interpretata da Gloria Romero
- Mister Malabanan, interpretato da Max Alvarado
- Robert, interpretato da Marco Polo Garcia
- Rambo, interpretato da Gary "Boy" Garcia
- Romeo, interpretato da Mike Austria
- Madame Amparing, interpretata da Odette Khan
- Sister Mary, interpretata da Dexter Doria
- Proprietario dello yacht, interpretato da Don Pepot
- Professor Toloski, interpretato da Tony Gosalvez (accreditato come Tony Gozalves)

## Produzione
Le riprese del film si sono svolte a Makati e nel quartiere di Ayala Alabang della città di Muntinlupa, entrambe situate nella Regione Capitale Nazionale.
Alabang Girls è inoltre una delle pellicole del sodalizio artistico tra Andrew E. e l'attrice Ana Roces, protagonisti di altri noti film comici durante gli anni novanta tra cui Mahirap maging pogi, Bangers e Pretty Boy. I due si riunirono nel 2020 in Pakboys Takusa, a oltre 20 anni di distanza dall'ultima collaborazione.

## Distribuzione
Il film è stato distribuito nel circuito cinematografico filippino il 24 aprile 1992.